# Richard Gunn
Richard Kenneth Gunn (Charing Cross, 16 febbraio 1871 – Lambeth, 23 giugno 1961) è stato un pugile britannico.
Ha vinto la medaglia d'oro olimpica nel pugilato alle Olimpiadi 1908 svoltesi a Londra, nella categoria pesi piuma battendo in finale il connazionale Charley Morris.